# Tomàs Buxó i Pujadas
Tomàs Buxó i Pujadas (spanisch Tomás Buxó y Pujadas, * 6. Dezember 1882 in Barcelona; † 8. Juni 1962 ebenda) war ein katalanischer Pianist, Musikpädagoge und Komponist der Romantik.

## Leben und Werk
Tomàs Buxó studierte am Städtischen Konservatorium von Barcelona bei Lluís Millet, Joaquim Canals (Klavier) und Antoni Nicolau (Harmonie und Komposition).
Er wurde Professor für Klavier am oben genannten Konservatorium und verfasste in diesem Kontext mehrere Lehrwerke. Er war gleichzeitig stellvertretender Direktor dieses Konservatoriums. Unter seinen Schülern befand sich beispielsweise der katalanische Komponist Joaquim Salvat (1903–1938). Als Pianist gab Buxó Konzerte in Spanien, Frankreich und Deutschland. Von 1916 bis 1919 leitete er die 1888 gegründete Associació Musical de Barcelona („Musikalische Vereinigung von Barcelona“).
Als Komponist trat er mit Kammermusik, Kunstliedern und Klavierstücken in Erscheinung. Hierunter befinden sich zahlreiche „pädagogische Kompositionen“, wie die Método de solfeo, Técnica del piano und Pequeños estudios, melódicos, fáciles y progresivos. Er komponierte auch Sardanas wie Sardanejant (1921) und Primerenca (1927). Sein Hauptwerk umfasst zwei Sonaten für Klavier, die Kleine Suite für Streichquintett und Klavier (1931) und den Trauermarsch für Klavier (1915). Insgesamt schrieb Buxó über dreihundert Musikstücke. Buxós musikalisches Werk steht in der Tradition einer romantischen Ästhetik nach Franz Liszt.
1926 gewann Tomàs Buxó den nach dem Schriftsteller und Kulturmäzen Rafael Patxot benannten Patxot-Preis für seine Klaviersonate in h-Moll. Für sein Wirken als Konzertkünstler wurde er 1943 ausgezeichnet.